# Acheville
Acheville település Franciaországban, Pas-de-Calais megyében. Lakosainak száma 579 fő (2022. január 1.). Acheville Méricourt, Rouvroy, Arleux-en-Gohelle, Bois-Bernard és Fresnoy-en-Gohelle községekkel határos.

## Népesség
A település népességének változása:
| Lakosok száma | 633  | 643  | 644  | 627  | 615  | 604  | 599  | 589  | 579  |
|               | 2013 | 2015 | 2016 | 2017 | 2018 | 2019 | 2020 | 2021 | 2022 |